# Jenna Nighswonger
Jenna Nighswonger, née le 28 novembre 2000 à Huntington Beach en Californie, est une joueuse de soccer internationale américaine. Elle évolue actuellement au poste de latérale gauche à Arsenal.

## Biographie
Jenne Nighswonger joue au lycée avec l'équipe de soccer du Huntington Beach High. Elle rejoint ensuite le Slammers FC.

### En club
Pour sa carrière universitaire, elle porte le maillot des Florida State Seminoles à partir de 2019. En 2020, elle perd en finale de NCAA aux tirs au but. Avec 18 buts et 34 passes décisives, elle porte son équipe jusqu'au titre national de NCAA en 2021. Elle est finaliste du trophée MAC Hermann en 2022.
Elle rejoint la NWSL et est draftée en quatrième position par le Gotham en 2023. Repositionnée au poste de latérale gauche lors des entraînements de pré-saison, elle entre en jeu dix minutes après le début de la saison pour remplacer Ali Krieger, blessée. À l'issue de la saison, elle est nommée Rookie Of The Year. En 2024, elle dispute la première édition de la Coupe des champions de la CONCACAF.
En janvier 2025, alors que sa place est concurrencée par le recrutement de Jess Carter, Nighswonger quitte les États-Unis pour rejoindre Arsenal en WSL, où elle rejoint sa coéquipière en sélection Emily Fox. Dans l'équipe londonienne, elle supplée Katie McCabe au poste de latérale gauche,. Lors de sa première demi-saison, elle ne dispute que quelques matches avec les Gunners.

### En sélection
Jenna Nighswonger joue avec toutes les équipes de jeunes américaines : moins de 14, 16, 17, 18, 19, 20 et 23 ans.
Elle est appelée en équipe des États-Unis senior pour la première fois en novembre 2023. Elle dispute son premier match lors d'un amical face à la Chine le 5 décembre 2023. Lors de la Gold Cup, elle marque son premier but sur penalty face à la République dominicaine, puis un autre but face à la Colombie en quarts de finale et remporte son premier trophée international. Elle dispute ensuite le tournoi olympique de 2024 et remporte la médaille d'or. Elle est alors la doublure de Crystal Dunn au poste de latérale gauche.